# Neobisium jugorum
Neobisium jugorum – gatunek zaleszczotka z rodziny Neobisiidae. Zamieszkuje południową i środkową część Europy.

## Taksonomia
Gatunek ten opisany został po raz pierwszy w 1873 roku przez Ludwiga Carla Christiana Kocha pod nazwą Obisium jugorum. W 1932 roku gatunek przeniesiony został przez Maxa Beiera do podrodzaju nominatywnego rodzaju Neobisium.

## Morfologia
Zaleszczotek ten ma prosomę wyposażoną w dwie pary zaopatrzonych w soczewki oczu oraz wyraźny, wystający i mniej lub bardziej spiczasto zwieńczony epistom. Ma niepodzielone tergity i sternity oraz wszystkie cztery pary odnóży krocznych pozbawione kolców na biodrach oraz zwieńczone dwuczłonowymi, podzielonymi na metatarsus i telotarsus stopami. Szczękoczułki zwieńczone są szczypcami; ich palec ruchomy ma kilka ząbków i nie występuje na nim rozgałęziona galea; szczecinka galealna osadzona jest przedśrodkowo. Szczękoczułki zaopatrzone są w rallum, którego pierwsze dwie lub trzy blaszki są na przedzie drobno ząbkowane. Nogogłaszczki zaopatrzone są w szczypce o długości od 4,3 do 4,5 raza większej niż szerokość. Na palcach szczypiec znajdują się ujścia gruczołów jadowych; palec ruchomy i nieruchomy są podobnej długości. Palec nieruchomy nogogłaszczków ma osiem trichobotrii, z których trichobotrium ist osadzone jest zaśrodkowo, bliżej trichobotrium it niż trichobotrium ib; odległość między trichobotriami ist i ib jest mniejsza niż dwukrotność odległości między trichobotrium ist a szczytem palca. W ząbkowaniu nieruchomego palca przynajmniej na odsiebnym odcinku występują naprzemiennie ząbki małe i duże. Ruchomy palec nogogłaszczków ma cztery trichobotria. Udo nogogłaszczków jest stosunkowo smukłe, o długości większej niż 3,5-krotność jego szerokości, dłuższe od karapaksu, o powierzchni pozbawionej guzków. Rzepka nogogłaszczków jest zmodyfikowana i nie zachowuje tulipanowatego kształtu; jej długość jest od 2,7 do 3 raza większa niż szerokość. Opistosoma (odwłok) ma na błonach pleuralnych ziarnistą rzeźbę.

## Ekologia i występowanie
Pajęczak ten należy do fauny epigeicznej.
Gatunek palearktyczny, endemiczny dla Europy. Znany jest z Francji, Niemiec, Szwajcarii, Austrii, Włoch, Słowacji, Słowenii oraz Bośni i Hercegowiny.